# Jackie King
Jackie King (* 1945 oder 1946 in San Antonio, Texas; † 24. Januar 2016 in San Rafael, Kalifornien) war ein US-amerikanischer Country-, Folk- und Jazzgitarrist sowie Autor und Musikpädagoge.

## Leben und Wirken
Jackie King wuchs in San Antonio auf und hatte ersten Musikunterricht bei seinem Vater, einem Gitarristen. Er lernte zunächst Mandoline, bevor er zur Gitarre wechselte, die er linkshändig spielte. Mit zwölf Jahren hatte er erste professionelle Auftritte in seiner Heimatstadt. In den 1960er-Jahren überzeugte ihn sein Kindheitsfreund Doug Sahm, damals Mitglied im Sir Douglas Quintet, zu ihm nach San Francisco zu kommen; in der dortigen psychedelischen Musikszene gründete er mit dem Saxophonistem Martin Fierro die Fusionband Shades of Joy, mit der King mehrere Alben vorlegte, darunter den Soundtrack für den Film El Topo. Als Sideman und Sessionmusiker arbeitete King unter anderem mit Chet Baker, Sonny Stitt und Merl Saunders. 
Auf Einladung des Jazzgitarristen Howard Roberts arbeitete King am Guitar Institute of Technology in Los Angeles, anschließend unterrichtete er an dem von ihm gegründeten Southwest Guitar Conservatory in San Antonio. 1978 nahm er in Texas das Album Skylight auf. Nach sieben Jahren setzte er seine Musikerkarriere fort und tourte als Solist, außerdem mit Willie Nelson, an dessen Alben Angel Eyes (1984) und The Gypsy (2000) er beteiligt war. Im Gegenzug war Nelson auf Kings Album Night Bird (Columbia, 1986) zu hören. Für Nelson war King Koautor des Songs The Great Divide, des Titelstücks von Nelsons Grammy-nominiertem Album von 2002.
In späteren Jahren erhielt King den Ehren-Masterabschluss der San Francisco State University und war im Vorsitz der Music Teachers' Association of California, unterrichtete Jazzgitarre in Workshops und an der Berklee School of Music. Ferner schrieb er für JazzTimes, All About Jazz und Just Jazz Guitar. 1999 legte er das Soloalbum Moon Magic vor; 2003 nahm er noch ein Album mit Marian McPartland für Concord Jazz auf. Im Bereich des Jazz war er zwischen 1978 und 2003 an sieben Aufnahmesessions beteiligt. King lebte zuletzt in San Rafael, wo er im Januar 2016 an den Folgen eines Herzinfarkts starb.